# Харчо
Харчо́ (груз. ხარჩო) — національна грузинська страва, суп з яловичини з рисом і волоськими горіхами на спеціальній кислій основі — тклапі.
Інша назва харчо грузинською мовою «дзерохис хорци харшот» означає яловичий суп. Характерною відмінною ознакою цієї страви від інших м'ясних супів є застосування при готуванні лише яловичини, тклапі і тертих волоських горіхів. Ці три компоненти не можна замінити іншими або вилучити з рецепта страви. Дозволяється заміна тклапі свіжою аличею, гранатовим соком або помідорами чи томатною пастою.